# Fuerteventura (stolica tytularna)
Fuerteventura (łac. Dioecesis Fortisventurae) – stolica historycznej diecezji w Hiszpanii, na Wyspach Kanaryjskich, sufragania metropolii Sewilla. Diecezja została erygowana 20 listopada 1424 przez papieża Marcina V. Zniesiona w 1433 po dziewięciu latach istnienia.
Obecnie katolickie biskupstwo tytularne ustanowione przez Pawła VI w 1969.

## Biskupi tytularni
| Lp. | Biskup               | Funkcja                                              | Od                   | Do               |
| --- | -------------------- | ---------------------------------------------------- | -------------------- | ---------------- |
| 1   | Aloysius Zichem      | biskup pomocniczy Paramaribo (Surinam)               | 2 października 1969  | 30 sierpnia 1971 |
| 2   | Plácido Rodríguez    | biskup pomocniczy Chicago (USA)                      | 18 października 1983 | 5 kwietnia 1994  |
| 3   | George Murry         | biskup pomocniczy Chicago (USA)                      | 24 stycznia 1995     | 5 maja 1998      |
| 4   | Luis Quinteiro Fiuza | biskup pomocniczy Santiago de Compostela (Hiszpania) | 23 kwietnia 1999     | 3 sierpnia 2002  |
| 5   | Prudencio Andaya     | wikariusz apostolski Tabuk (Filipiny)                | 16 kwietnia 2003     | 8 grudnia 2024   |